# Departure (Journey)
Departure is het zesde studioalbum van Journey. De muziekgroep schakelde een nieuwe muziekproducent in. Geoff Workman en Kevin Elson kwamen, Elson was muziekproducent van Lynyrd Skynyrd, een band die Journey hoog had zitten.
De heren namen het album op in de Automatt Studio in november 1979 op. De klank is nog wat strakker, maar leek voor Europeanen toch wat veel op die van bad Company. Groot succes bleef daar uit. In de Verenigde Staten werd Departure een groot succes, plaats 18 in de Billboard 200. De promotiesingle Any way you want it haalde ook de Billboard Hot 100. Het album was ook succesvol in Japan, hetgeen verklaard kan worden uit het feit dat de eerste compact discversie van het album aldaar verscheen. Voorts mochten de heren een soundtrack opnemen bij de film Dream, after dream.
Mede-oprichter van de band Gregg Rolie vond het echter welletjes; het lange toeren met Carlos Santana en Journey brak hem op. Hij ging samen met Journey nog wel op zoek naar een opvolger, dat werd uiteindelijk John Caine, die daarvoor The Babys moest verlaten.
Departure heeft betrekking op het vertrek naar de jaren ’80 volgens het motto: "Join us for our departure into The 80’s". Het bleek later zowel hun hoogte- als dieptepunt te zijn.

## Musici
- Neal Schon – gitaar, zang op track 4, achtergrondzang
- Steve Perry - zang
- Gregg Rolie – toetsinstrumenten, mondharmonica, zang op track 3, achtergrondzang
- Steve Smith – slagwerk en percussie
- Ross Valory – basgitaar, achtergrondzang

## Muziek
| Nr. | Titel                                    | Duur |
| --- | ---------------------------------------- | ---- |
| 1.  | Any way you want it (Perry, Schon)       | 3:22 |
| 2.  | Walks like a lady (Perry)                | 3:17 |
| 3.  | Someday soon (Perry, Rolie, Schon)       | 3:32 |
| 4.  | People and places (Perry, Schon, Valory) | 5:05 |
| 5.  | Precious time (Perry, Schon)             | 4:49 |
| 6.  | Where were you (Perry, Schon)            | 3:01 |
| 7.  | I'm cryin' (Perry, Rolie)                | 3:43 |
| 8.  | Line of fire (Perry, Schon)              | 3:06 |
| 9.  | Departure (Schon)                        | 0:38 |
| 10. | Good morning girl (Perry, Schon)         | 1:44 |
| 11. | Stay awhile (Perry, Schon)               | 2:48 |
| 12. | Homemade love (Perry, Schon, Smith)      | 2:54 |
| 13. | Natural thing (Perry, Valory)            | 3:43 |
| 14. | Little girl (Schon, Perry, Rolie)        | 5:47 |

Natural thing en Little girl verschenen op alleen op de nieuwe versie van het album uit 2006 als bonustracks.